# Kino
Kino — нелинейный редактор Digital Video (DV) для Linux. Имеет интеграцию с IEEE 1394 для захвата, VTR-контроля, и запись обратно на камеру. Захватывает видео на диск в Raw DV и AVI-форматы типа-1 DV и тип-2 DV.
Видеофильтры:
- Reverse
- Зеркало
- Калейдоскоп
- Swap (flip)
- Fade from black Плавный из чёрного
- Fade to black Плавный на чёрный
- Blur
- Soft focus Мягкий фокус
- Color Hold Цвет Удержание
- Титрование
- Superimpose Наложить
- Charcoal drawing (Рисунок углём)
- Jerkiness
- Яркость, контрастность, гамма
- Тон, насыщенность, яркость
- Баланс белого (цветовая температура)
- Сдвиг и масштабирование
- Pixelate

Аудиофильтры:
- Глушение
- Fade In/Out
- Управление уровнем
- Сохранение в файл
- Добавление из файла

Kino может экспортировать проект в различных форматах:
- Digital Video (DV) по IEEE 1394
- Raw DV, DV AVI
- Quicktime DV (требуется libquicktime or Quicktime 4 Linux)
- Кадры в JPEG, PNG, TIFF, GIF, BMP, TGA.
- WAV
- MP3 (требуется LAME)
- Ogg Vorbis (требуется oggenc)
- Ogg Theora (требуется ffmpeg2theora)
- MPEG-1 and MPEG-2 (требуется mjpegtools)
- DVD авторинг (требуется dvdauthor)
- MPEG-4, H.264, и Flash Video (требуется ffmpeg)

В настоящий момент проект практически не развивается, в связи с прекращением работы над ним основного разработчика.